# Data cuprea
Data cuprea är en fjärilsart som beskrevs av Moore 1877. Data cuprea ingår i släktet Data och familjen nattflyn. Inga underarter finns listade i Catalogue of Life.